# San Luis de Cordero
San Luis de Cordero là một đô thị thuộc bang Durango, México. Năm 2005, dân số của đô thị này là 2013 người.